# Efko
Efko (Eigenschreibweise: efko; Kurzform für: „Eferdinger Kostbarkeiten“, ursprünglich „Eferdinger Konserven“) ist eine Genossenschaft für Obst- und Gemüseverarbeitung, die mit 129 Landwirten aus der Region um Eferding zusammenarbeitet. Efko ist der größte Sauergemüsehersteller Österreichs und ist dort vor allem für Gewürzgurken bekannt.

## Geschichte
1941 wurde „BAST“ (Bezirksabgabestelle für Garten-Bauerzeugnisse) in Eferding durch einige Eferdinger Landwirte gegründet. Im Jahr darauf gründete die „Znaimer Konservenfabrik Karl Rosenberger KG“ in Eferding ein Zweigwerk und begann 1943 in Hinzenbach, dem jetzigen Standort von efko, mit der Gemüseverarbeitung. Die Gartenbaugenossenschaft kaufte 1953 die Anlagen in Hinzenbach von der Rosenberger KG. 1954 wurde der Firmenwortlaut in „Gartenbaugenossenschaft Konservenfabrik (efko) GmbH“ geändert.
1976 wurde die „efko Frischfrucht und Delikatessen GmbH“ mit 51 Prozent Beteiligung der Raiffeisenlandesbank Oberösterreich gegründet und 1982 die Firma Machland in Naarn im Machlande gekauft. 1992 wurde die Tochtergesellschaft efko.cz im tschechischen Veselí gegründet. 2001 wurde Seeburger, 2008 Vitana (Wien), 2013 Geißlmayr (Eferding) und 2018 die Stiftsgärtnerei Wilhering übernommen. 2021 baute Vitana einen neuen Standort in Guntramsdorf. Der Bau dieser fast 8.000 Quadratmeter großen Produktionsstätte wird mit Kosten von 24 Millionen Euro beziffert. Der Spatenstich begann im Mai 2021. Im neuen Werk sollten jährlich bis zu 10.000 Tonnen Obst und Gemüse verarbeitet werden. 2020 waren 657 Mitarbeiter bei Efko beschäftigt; das Unternehmen erwirtschaftete einen Umsatz von 155,4 Millionen Euro.
Zu 51 Prozent gehört Efko der „BHG Beteiligungsmanagement und Holding GmbH“ mit Sitz in Linz und zu 49 Prozent der „OÖ Obst- und Gemüseverwertungsgenossenschaft“ mit Sitz in Eferding.
Der aktuelle Obmann der Genossenschaft ist Matthias Ecker und sein Stellvertreter Martin Raab; der Geschäftsführer ist Thomas Krahofer (Stand: 2025).

## Beschreibung
Efko hat laut eigenen Angaben 645 Mitarbeiter und einen Jahresumsatz von 156,8 Millionen Euro (Stand: 2022). Der Hauptsitz von Efko liegt im oberösterreichischen Eferding; Tochtergesellschaften sind in Tschechien (efko-Veseli und machland-Veselí) vorhanden. Die Firmen Geißlmayr in Eferding/Oberösterreich, Machland in Naarn im Machlande/Oberösterreich, die Stiftsgärtnerei Wilhering in Wilhering/Oberösterreich sowie Vitana in Wien gehören zur efko Gruppe.
Efko gibt für das Geschäftsjahr 2021 eine Verarbeitung von 93.700 Tonnen Sauergemüse, Obst, Sauerkraut, Frischgemüse/-obst, Feinkost und Frischgemüse/Convenience an; in Österreich werden 32.000 Tonnen Obst- und Gemüserohware verarbeitet.
Efko hat folgende Tochtergesellschaften (Werte von efko.com, Stand: 2022):
| Tochtergesellschaft                                                           | Gründung         | Firmensitz                                | Geschäftsführer                       | Mitarbeiter | Jahresumsatz (Euro) | Verarbeitungsmengen (Tonnen) | Produkte | Zertifikate            |
| ----------------------------------------------------------------------------- | ---------------- | ----------------------------------------- | ------------------------------------- | ----------- | ------------------- | ---------------------------- | --- | ---------------------- |
| efko Frischfrucht und Delikatessen GmbH (auf efko.com als efko.at bezeichnet) | 1941             | Hinzenbach, Oberösterreich                | Klaus Hraby, Bernhard Stöhr           | 224         | 57.600.000,00       | 31.000                       | Gurken, Kraut/Sauerkraut, Rote Rüben, sonstiges Sauer- und Frischgemüse, Obstkonserven, Feinkost. Handel mit Salat und Frischgemüse. | ISO 22000 & FSSC 22000 |
| EFKO-karton, s.r.o. (auf efko.com als efko.cz bezeichnet)                     | 1992             | Veselí nad Lužnicí, Tschechische Republik | Tomáš Kučera, Bernhard Stöhr          | 85          | 8.500.000,00        | 11.500                       | Sauergemüse, Obstkonserven und Frischgemüse. Gurken, Weißkraut/Sauerkraut, Rote Rüben und sonstiges Obst und Gemüse                  | IFS Vers. 6            |
| Geißlmayr                                                                     | 2013 (Übernahme) | Eferding, Oberösterreich                  | Thomas Eder, Peter Heftberger         | 52          | 24.500.000,00       | 21.100                       | Handel mit Frischgemüse und -obst | IFS Vers. 6; Bio       |
| Machland                                                                      | 1982 (Übernahme) | Naarn im Machlande, Oberösterreich        | Peter Mayrhofer, Stefan Kaltenbrunner | 152         | 33.500.000,00       | 24.100                       | Verarbeitung von Kraut/Sauerkraut, Musäpfel, Gurken und sonstigem Gemüse und Obst                                                    | IFS Vers. 6; Bio       |
| Stiftsgärtnerei Wilhering                                                     | 2018 (Übernahme) | Wilhering, Oberösterreich                 | Johann Neuwirth                       | 15          | 2.200.000,00        | –                            | blühende einjährige Topfpflanzen und Kräutertöpfe                                                                                    | –                      |
| Vitana                                                                        | 2008 (Übernahme) | Wien                                      | Markus Pois, Manfred Paul Rotheneder  | 112         | 17.800.000,00       | 6.000                        | Obst-Convenience; Verarbeitung von Salat und sonstigem Obst und Gemüse.                                                              | IFS Vers. 6; Bio       |